# KDE neon
KDE neon é um conjunto de repositórios de softwares para o Ubuntu com suporte de longo prazo (em inglês: Long Time Suport - LTS) com lançamentos mais recentes do ambiente de desktop KDE e seus aplicativos. É também o nome dado a uma distribuição Linux e sistema operacional baseado no Ubuntu LTS que utiliza destes mesmos repositórios.
Tem como objetivo proporcionar aos usuários e desenvolvedores versões rapidamente atualizadas do Qt e de softwares do KDE, enquanto atualiza o resto dos componentes do sistema operacional Ubuntu no ritmo normal. Está disponível nas edições para usuários (estável e instável) e desenvolvedores.
Sendo uma distribuição Linux e sistema operacional derivado do Ubuntu, o KDE neon possui como foco o desenvolvimento de software para a comunidade KDE. A ênfase em pacotes em suas versões mais recentes (denominadas como bleeding edge, obtidos diretamente a partir do KDE antes do lançamento estável) oferece aos programadores acesso antecipado a novas funcionalidades livres de bugs.

## KDE neon e Kubuntu
Pelo fato do Kubuntu ter o ambiente de desktop KDE Plasma em uma base Ubuntu, muitas vezes o KDE neon acaba sendo confundido com o Kubuntu (e vice-versa). No entanto, a principal diferença entre os dois sistemas operacionais é que o Kubuntu mantém LTS do KDE, enquanto o KDE neon foca nas últimas versões.
|                          | KDE neon             | Kubuntu LTS        |
| ------------------------ | -------------------- | ------------------ |
| Base do sistema          | 20.04 LTS            | 20.04 LTS          |
| Plasma e aplicativos KDE | KDE 5.20.2 - Qt 5.15 | KDE 5.18 - Qt 5.12 |

## Hardware
Os computadores KDE Slimbook possuem o KDE neon pré-instalado de fábrica.